# Nagyér (csatorna)

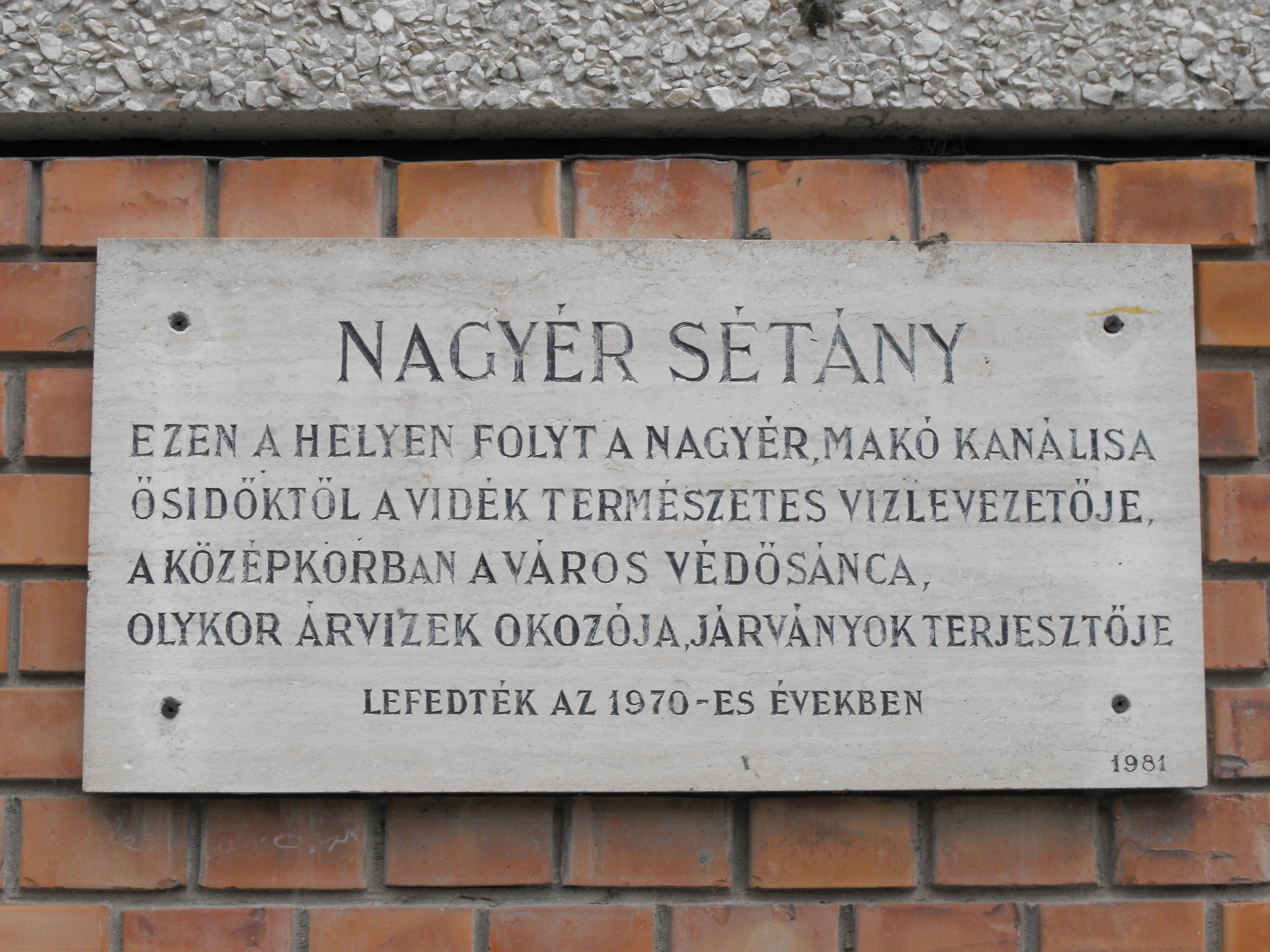
1981-ben elhelyezett emléktábla a Nagyér sétányon

A Nagyér mára részben lefedett kanális Makón; a település kialakulásától fogva annak természetes vízgyűjtője, észak és kelet felől védelmi vonala volt.
Első említése Fok néven ismert, 1337-ből. A város közép- és újkori történelmében a főtéri és református városi érrel is kapcsolatban volt, Makó teljes vízrendszerének összes vizét levezetve.
A Maros szabályozásakor, a 17. század elején a töltésépítések során Nagyért és a folyót összekötő vízfolyást betömték, így megszűnt az élő kapcsolat kettejük között. Ezután a Nagyér elmocsarasodott, benne magasabb vízállást csak esőzések idején mértek. Vertics József 1778. és 1781. évi térképe három, rajta átívelő hidat tüntetett fel, a mai Kálvin, Szegedi és Kálvária utcáknál. Az ér a két törzsökös városrészt (a katolikust és reformátust) körbefogta, keretbe foglalta. A Nagyéren túl jöttek létre az újabb városrészek, az orosz- és zsidó fertály, később az Újváros.
1889-ben a Szegedi utcán található, a Nagyér fölött átívelő faszerkezetű hidat kőhídra cserélték. A téglaépítményt vízhatlan mészből készített habarcs tartotta össze. A századforduló után a városvezetés elhatározta a kanális lebetonozását, befedését. A különböző, leboltozásra irányuló tervek (1913, 1914, 1925) rendszerint azon buktak meg, hogy a háztulajdonosok – akiknek telke a Nagyér partjáig nyúlt – nem vállalták a költségeket. Egyedül a Kálvária és a Kórház utca közti szakaszt fedték be 1905-ben, a Csanádvármegyei Szent István Közkórház építésekor.
1927-ben a városi képviselő-testület ülésén ismét napirendre került a Nagyér lefedésének terve; ekkorra már szennyvizet vezettek bele, állathullák úsztak a víz tetején, közegészségügyi szempontból fertőzésveszélyes volt. Bár égető szükség mutatkozott a nyílt csatorna lebetonozására, a munkálatok csak az 1970-es években kezdődtek.
A Szegedi és Rákóczi utca közti, lefedett szakaszon a kanális egykori medrének nyomvonalán létrehozták a Nagyér sétányt. A Makói Általános Iskola Bartók épülete mellett kezdődik, és főként lakótelepi környezetben halad. A sétány és a Hunyadi utca kereszteződésébe helyezték át Nagy Gyula makói szobrász alkotását, a Puttó-szobrot. A sétány több pontján emléktáblán örökítették meg a lefedést. A Bánom, Újhegy és Ardics városrészeket érintő, lefedetlen része a város belvíz- és csapadéklevezetésében játszik szerepet; a jángori, ardicsi, vitahalmi és Honvéd-csatornával együtt a 4,5 kilométer hosszú Makói-főcsatornába ömlik.